# Pałac w Parsowie
Pałac w Parsowie – zabytkowy pałac w miejscowości Parsowo.
Obiekt wybudowany w trzech etapach: część środkowa - korpus (1782), część północna (1860), część południowa (1910). 
Piętrowy pałac, kryty dachem czterospadowym z wolimi oczami. Od frontu półkolisty ryzalit z głównym wejściem, nad którym znajduje się kartusz z herbem rodziny von Gerlach, właścicieli od 1764. Po bokach również ryzality. Obiekt jest częścią zespołu pałacowego, przebudowanego w połowie XIX w., w skład którego wchodzi jeszcze park.

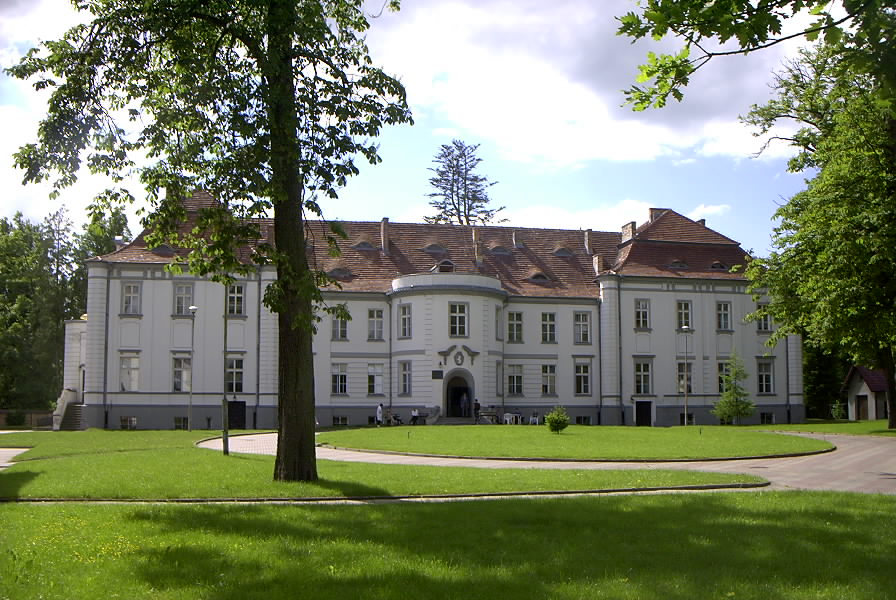
Ryzalit z herbem von Gerlach
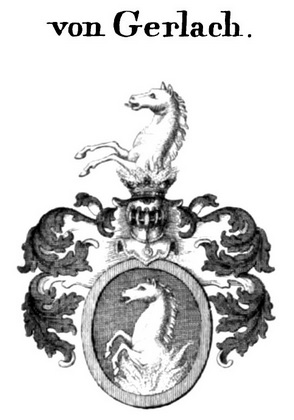
Herb von Gerlach